# 김혜주
김혜주(1974년 6월 26일 ~ )는 한국의 여자 성우다. 2000년 KBS 28기 공채 성우로 데뷔했다.

## 내력
경원대학교 피아노과를 전공하였고, 상명대학교 대학원 연극영화과 박사과정을 재학하였다.

## 활동

### 방송 활동
KBS 사회교육방송 '생방송 출발 동서남북'을 맡은 적이 있으며 OBS에서 방영했던 변기수의 불면 노래방에 패널로 고정출연하였다.
- 라디오 여행기(바람이 우리를 데려다 주겠지)(KBS 제3라디오)

### 애니메이션 활동
- 암굴왕 (애니메이션)(애니맥스) - 유제니 드 당글라르, G.후작부인
- 십이국기(애니원) - 요우카
- 인어의 숲 TV 시리즈(애니원) - 사요리
- 프리큐어 Splase Star(애니원) - 박아름
- 은하공주 디지캐럿(KBS) - 여자
- 허리케인 레인저스(애니박스) - 웬디누
- 아기곰 루도빅(KBS) - 소녀
- 히트가이-J(애니원) - 신시아 / 피아
- 다카하시 루미코 극장 - 인어의 숲(애니원) - 사요리

### 영화 활동
- 페어런트 트랩(KBS)
- 블라인드 가이(KBS) - 수지(케이티 믹슨)
- 10일안에 남자친구에게 차이는 법(KBS) - 그린(샬롬 할로) / 벤의 누나
- 클라라의 결혼식(KBS)
- 나의 발리우드 신부(KBS)
- 링 2(KBS) - 어린 에블린(메리 엘리자베스 윈스테드) / 기자(켈리 오버턴)
- 착신아리 파이널(KBS) - 학생(나이토 아리사)
- 달려라 조니(KBS) - 토니(드위키 리자)
- 라카와나 블루스(KBS) - 버사(로지 페레스)
- 블러프(KBS) - 로즈마리(베로니카 오로즈코)
- 판의 미로 - 오필리아와 세 개의 열쇠(KBS) - 요리사(페파 페드로체)
- 자호접(KBS) - 일본인(미와 히키타) / 신문팔이 소년
- 코렐리의 만돌린(KBS)
- 컨페션(KBS)
- 역(KBS)
- 동거남녀(KBS) - 여직원
- 존 말코비치 되기(KBS) - 여자친구
- 해바라기 (KBS)

### 외화 활동
- 디노레인저스(애니박스) - 에밀리
- 가면라이더 블레이드(챔프) - 아츠미

### 라디오 드라마
- 환타지 특급 - 드래곤 라자(KBS 라디오) - 소녀

## 출연

### 영화
- 정직한 후보(2020년) - 노래교실 지지자 1 역